# Ragioniere commercialista
Quella di ragioniere e perito commerciale, in Italia, è stata una professione regolamentata esistita per oltre un cinquantennio.
Fu introdotta dal regio decreto 28 marzo 1929, nº 588, e riformata coi decreti del Presidente della Repubblica 27 ottobre 1953, nn. 1067 e 1068, e successivamente con legge 12 febbraio 1992, nº 183. La professione fu sostanzialmente assorbita da quella dei dottori commercialisti ai sensi del decreto legislativo 28 giugno 2005, nº 139.

## Accesso alla professione
Alla professione potevano accedere, previa iscrizione all'albo professionale tenuto dall'apposito collegio territoriale, i cittadini italiani o di uno stato membro delle comunità europee (ovvero i cittadini degli stati con i quali esisteva trattamento di reciprocità) che avessero superato un apposito esame di Stato abilitativo, all'esito di un praticantato che originariamente aveva durata triennale, cui si poteva accedere con un diploma di ragioniere e perito commerciale. Tale diploma veniva rilasciato al superamento dell'esame di Stato conclusivo (prima della legge 10 dicembre 1997, nº 425, esame di Stato di maturità; il diploma di ragioniere era una maturità tecnica) relativo al corso ordinario dell'istituto tecnico commerciale. Con l'introduzione dei corsi sperimentali, dava accesso al praticantato anche il diploma di ragioniere, perito commerciale e programmatore.

Altri requisiti soggettivi imprescindibili erano: godimento dei diritti politici, condotta irreprensibile, non avere riportato (anche prima dell'iscrizione) condanne penali che danno luogo a radiazione dall'albo.

La Corte costituzionale, con sentenza 9 marzo 1972, nº 43, ha precisato che l'esame di Stato che dà diritto a fregiarsi del titolo professionale di ragioniere non è quello che si consegue al termine del corso di istruzione secondaria di secondo grado (scuola secondaria superiore), bensì quello di abilitazione. Ne consegue che i titolari del diploma di ragioniere non si possono far chiamare ragionieri, nel qual caso ricorre la violazione dell'articolo 498 del codice penale. Peraltro, la spendita del titolo, ai sensi della legge professionale, è consentita solo in costanza di iscrizione all'albo.
I collegi erano territorialmente organizzati sulla base dei circondari di tribunale.

## Riforma dell'accesso alla professione
Con la riforma di cui alla legge 12 febbraio 1992, nº 183, il diploma di ragioniere e perito commerciale non bastò più per l'accesso alla professione di ragioniere commercialista: era necessario possedere, oltre ad esso, che rimaneva imprescindibile, un diploma universitario conseguito a séguito di un corso di studi specialistici di durata triennale oppure della laurea in Giurisprudenza o in Economia e commercio (quest'ultima dava accesso anche alla professione di dottore commercialista, indipendentemente dal titolo finale di istruzione secondaria posseduto). La legge stabilì come durata del praticantato 3 anni se in possesso di diploma universitario, 2 se in possesso di laurea (le norme europee che fissano la durata massima dei periodi di addestramento a 18 mesi erano ancora al di là da venire). Il praticantato poteva essere svolto da un ragioniere iscritto all'albo da almeno 5 anni, comunemente detto dominus.

Era fatto salvo il praticantato di chi aveva cominciato a svolgerlo prima dell'entrata in vigore della nuova legge; successive disposizioni transitorie hanno prorogato la possibilità per costoro di superare l'esame di Stato sino al 1997.

## Abolizione della professione
La professione è stata abolita con il decreto legislativo 28 giugno 2005, nº 139, attuativo della delega contenuta nella legge 24 dicembre 2005, nº 34. 
Tale legge ha sancito come disposizione transitoria la fusione dei collegi dei ragionieri e periti commerciali con gli ordini dei dottori commercialisti, disponendo che gli iscritti agli albi dei collegi dei ragionieri confluissero ad esaurimento nella sezione A del nuovo albo unificato. La sezione B dell'albo unico è invece riservata agli abilitati nuova professione dell'esperto contabile. Alla professione di dottore commercialista è possibile accedere con laurea specialistica o magistrale afferente a una classe tra Scienze dell'economia e Scienze economico-aziendali, mentre alla professione di esperto contabile è possibile accedere con una laurea (cosiddetta, impropriamente, triennale) appartenente a una classe tra Scienze economiche e Scienze dell'economia e della gestione aziendale, in entrambi i casi indipendentemente dagli studi secondari. Per i laureati del previgente ordinamento dei corsi quadriennali in Economia e commercio ed equipollenti (Economia aziendale, Economia del turismo, Commercio internazionale e mercati valutari etc.), nonché Scienze politiche (qualsiasi indirizzo), rimane possibile accedere all'abilitazione alla professione di dottore commercialista.

## Differenze con il dottore commercialista
Nonostante i vecchi ragionieri anche semplicemente diplomati siano finiti nella sezione A dell'albo dei dottori commercialisti ed esperti contabili, la Corte di cassazione, con sentenza 26 febbraio 2013, nº 4796, della sezione III civile, ha stabilito che ciò non supera le differenze tra le due figure, ragion per cui i ragionieri commercialisti, con il trasferimento nell'albo unico, non hanno acquisito il titolo professionale di "dottore commercialista" neanche se laureati. Per questo motivo, pur all'interno della sezione A, gli ordini professionali devono aver cura di registrare i dottori commercialisti e i vecchi ragionieri commercialisti ad esaurimento, acquisiti dai soppressi collegi, in elenchi distinti.

Va detto, comunque, che la legge istitutiva dell'albo unico non delinea alcuna differenza di attribuzioni professionali tra ragionieri commercialisti e dottori commercialisti e dunque l'unica differenza osservabile è di natura meramente formale ed è il titolo professionale diverso di cui ciascuno dei due può fregiarsi. La legge invece prevede differenze sostanziali per gli esperti contabili e, benché questi siano dotati di un titolo di studio di livello più elevato rispetto a quello storicamente richiesto ai ragionieri commercialisti, hanno rispetto a loro attribuzioni minori.

## Oggetto della professione
Formano oggetto della professione le seguenti attività:
- l'amministrazione e la liquidazione di aziende, di patrimoni e di singoli beni;
- le perizie contabili e le consulenze tecniche;
- la revisione dei libri obbligatori e facoltativi delle imprese ed ogni indagine in tema di bilancio, di conti, di scritture e di ogni documento contabile dalle imprese;
- i regolamenti e le liquidazioni di avarie marittime;
- le funzioni di sindaco nel collegio sindacale delle società commerciali e degli altri enti;
- le divisioni di patrimoni, la compilazione dei relativi progetti e piani di liquidazione nei giudizi di graduazione;
- i piani di contabilità per aziende private e pubbliche, i riordinamenti di contabilità per riorganizzazioni aziendali;
- le determinazioni dei costi di produzione nelle imprese industriali, le rilevazioni in materia contabile e amministrativa.

## Il segreto professionale
I ragionieri commercialisti hanno l'obbligo del segreto professionale, salvo per quanto concerne le attività di revisione e certificazione obbligatorie di contabilità e di bilanci, nonché quelle relative alle funzioni di sindaco o revisore di società od enti, attività per cui fino al 1995 si assumeva la qualifica di pubblico ufficiale ai sensi dell'art. 13 del regio decreto legge 24 luglio 1936, n. 1548.

## Le tariffe
Con decreto ministeriale, 2 settembre 2010 n. 169 è stata approvata la tariffa professionale dei dottori commercialisti e dei ragionieri commercialisti (ora appartenenti alla sezione A, dell'Ordine dei dottori commercialisti ed esperti contabili, ai sensi del decreto legislativo, 28 giugno 2005 n. 139). Sono previste parcelle prestabilite nel minimo.
A seguito dell’entrata in vigore del decreto legge 24 gennaio 2012, n. 1, convertito in legge 24 marzo 2012, n. 27, le tariffe delle professioni regolamentate nel sistema ordinistico sono state abrogate con decorrenza dal 24 gennaio 2012. Il compenso per le prestazioni professionali, pertanto, deve essere pattuito al momento del conferimento dell'incarico professionale secondo le indicazioni contenute nell’articolo 9 del citato decreto.

## Deontologia professionale
I ragionieri commercialisti sono tenuti, nell'esercizio dell'attività professionale, al rispetto delle regole etiche di cui al nuovo codice deontologico del consiglio nazionale dell'ordine (CNDCEC) in data 9 aprile 2008.

## Cassa di previdenza
Malgrado siano confluiti in un unico albo e nella relativa sezione A, i ragionieri commercialisti sono assistiti ai fini pensionistici da un istituto diverso rispetto ai dottori commercialisti, denominato "Cassa nazionale di previdenza e assistenza a favore dei ragionieri e periti commerciali"). Per mantenere in vita questo istituto, è stato stabilito che esso raccogliesse anche i contributi degli esperti contabili, mentre i dottori commercialisti sono iscritti alla Cassa nazionale di previdenza e assistenza dei dottori commercialisti.